# Pristimantis miyatai
Pristimantis miyatai es una especie de anfibio anuro de la familia Craugastoridae.

## Distribución
Esta especie es endémica de la vertiente occidental de la Cordillera Oriental en Colombia. Habita entre los 1740 y 2400 m de altitud en los departamentos de Santander, Boyacá y Cundinamarca.

## Etimología
Esta especie lleva el nombre en honor a Kenneth Ichiro Miyata.

## Publicación original
- Lynch, 1984 : New frogs (Leptodactylidae: Eleutherodactylus) from cloud forest of northern Cordillera Oriental, Colombia. Contributions in Biology and Geology, Milwaukee Public Museum, vol. 60, p. 1-19.[5]